# Ставиця
Ставиця — річка в Україні, у межах Гайсинського району Вінницької області. Ліва притока Кунки (притока Собу, басейн Південного Бугу). 
Тече через села Носівці та Кунка. Впадає у Кунку за 9 км від гирла. Довжина — 6,5 км, площа басейну - 18,5 км².